# Necrópole do Monte do Farrobo
A Necrópole do Monte do Farrobo é um sítio arqueológico no concelho de Aljustrel, na região do Alentejo, em Portugal.

## Descrição e história
O sítio arqueológico situa-se a cerca de seis quilómetros de distância da Rio de Moinhos. É formado por 36 sepulturas de incineração e duas de inumação. Nas imediações encontra-se um outro monumento funerário, a Anta do Farrobo.
De acordo com o espólio encontrado no local, a necrópole foi utilizada entre cerca de 50 d.C. a 350 d.C., período correspondente ao domínio romano.
Foi escavado em 1959 por um grupo de investigadores, formado por Eduardo Moreira, Ruy Freire de Andrade, Octávio da Veiga Ferreira e o padre António Correia Serralheiro. No local foi encontrado um conjunto de 38 sepulturas, das quais a vigésima, de incineração, mereceu uma especial atenção devido ao seu rico conteúdo, incluindo um pote de cerâmica vidrada a chumbo. Esta peça, com cerca de 9x9 cm, estava relativamente em boas condições de conservação, quase completa e pouco fragmentada. É considerado um exemplar raro devido à sua configuração, com boca larga, uma base pequena, duas asas elegantemente trabalhadas, e vários elementos decorativos no corpo, compostos por três fiadas de pétalas ou escamas, formando uma aparência semelhante a uma alcachofra. A peça tem um especial interesse devido principalmente à sua cobertura em vidrado, em tom de verde azeitona, presente tanto no interior como no exterior. Destaca-se também a descoberta de uma lápide com inscrição em caracteres romanos, no extremo oriental da propriedade. O espólio do sítio arqueológico inclui igualmente peças de cerâmica comum, uma pedra de oculista, uma fíbula, pontas de lança, púcaros, malgas, garrafas, jarros, bilhas, urnas, lucernas e peças em vidro.
Em 2001 o pote com cobertura vidrada passou a fazer parte do acervo do Museu Municipal de Aljustrel, após ter sido restaurado.